# Neacomys pictus
Neacomys pictus es una especie de roedor de la familia Cricetidae.
El hábitat de este roedor se encuentra en la hierba y monte bajo bordeando bosques siempre verdes. Su biología es poco conocida. Es terrestre y probablemente nocturno y solitario. Se asocia más con las lagunas que con bosques intactos

## Distribución geográfica
Se encuentra sólo en la parte más oriental de Panamá. Desde 550 m hasta 800 m.